# Роккабашерана
Роккабашерана (італ. Roccabascerana) — муніципалітет в Італії, у регіоні Кампанія,  провінція Авелліно.
Роккабашерана розташована на відстані близько 210 км на південний схід від Рима, 45 км на північний схід від Неаполя, 13 км на північний захід від Авелліно.
Населення — 2368 осіб (2014).
Щорічний фестиваль відбувається 23 квітня. Покровитель — святий Юрій.

## Демографія
Населення за роками:

Станом на 1 січня 2023 року в муніципалітеті офіційно проживало 90 іноземців з 16 країн, серед них 16 громадян країн Євросоюзу та 9 громадян України.

## Сусідні муніципалітети
- Арпайзе
- Чеппалоні
- Монтезаркьо
- Паннарано
- Аполлоза
- П'єтрасторніна
- Сан-Мартіно-Валле-Каудіна